# Age of Silence
Age of Silence es una banda noruega de metal progresivo y avant-garde formada en el año 2004 por Andy Winter, teclista de la banda Winds. Está formada por miembros de diversas bandas del panorama noruego, como Arcturus, Solefald, Borknagar o la ya citada Winds. Hasta la fecha han publicado un único LP y un EP.

## Discografía
- Acceleration (The End Records) - LP, 2004
- Complications - Trilogy of Intrincacy (The End Records) - EP, 2005

## Miembros
- Kobbergaard (K. Haugen) (ex-Winds) - guitarras
- Hellhammer (Arcturus, ex The Kovenant, Mayhem, Winds) - batería
- Lars Are "Lazare" Nedland (Solefald, Borknagar, ex Ásmegin, ex Carpathian Forest) - voz
- Eikind (Lars Eric Si) (ex-Khold, Tulus, Winds) - bajo, voces guturales y coros
- Andy Winter (Winds) - piano y teclados
- Extant - guitarras